# Herse rotative

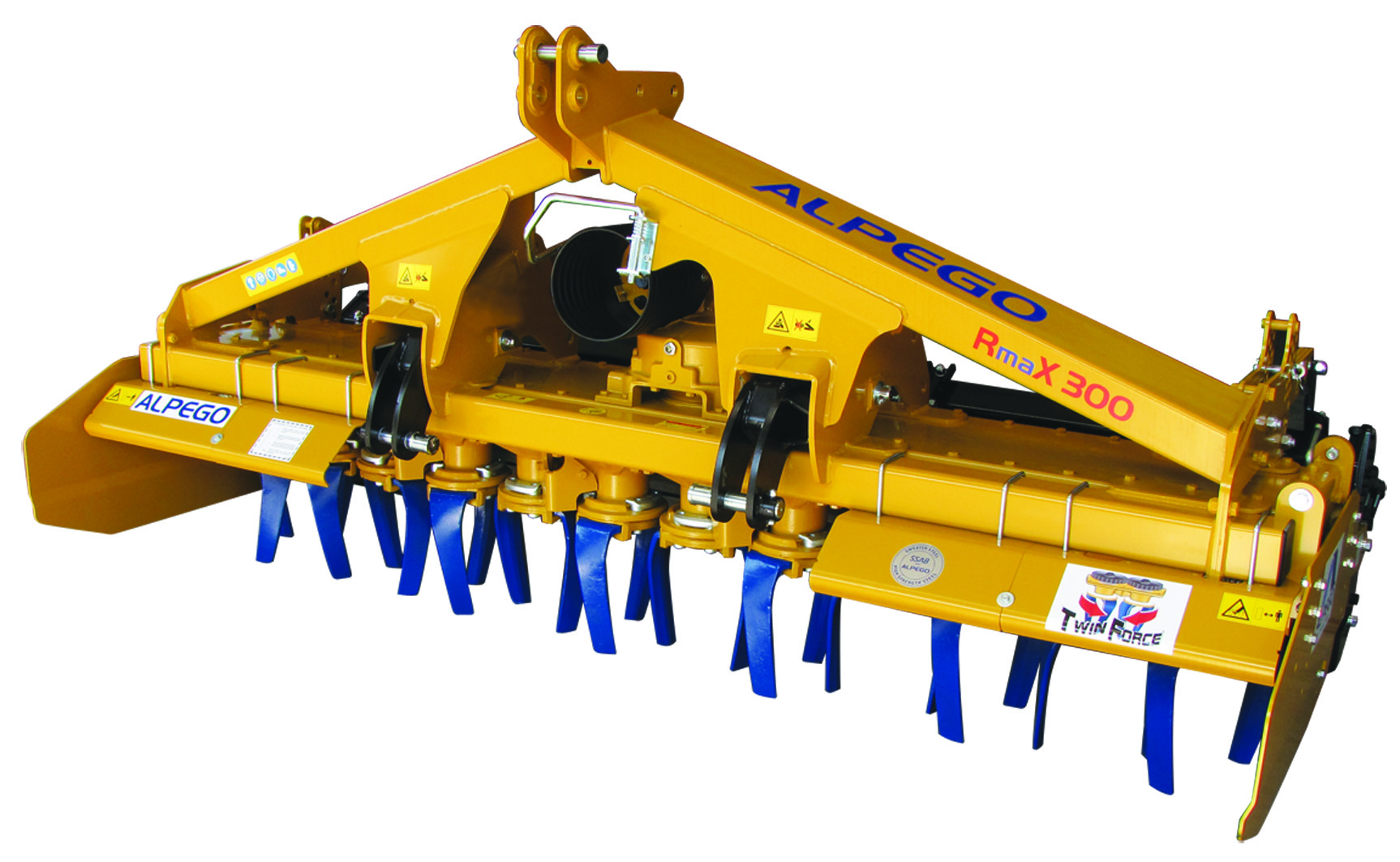

Une herse rotative est un outil de travail du sol à dents montées sur des plateaux tournants à axe verticaux. Elle est portée et animée par la prise de force d'un tracteur agricole. Elle sert essentiellement à préparer les semis. Le combiné herse rotative-semoir est particulièrement apprécié ; il permet en conditions favorables le semis en un seul passage après labour ou pseudo-labour.

## Description

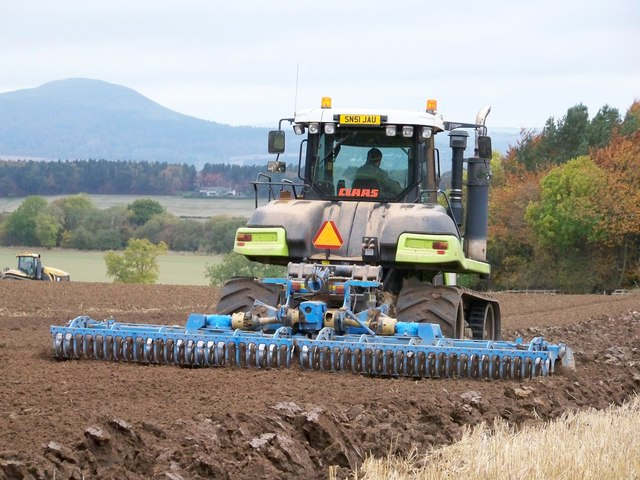
Herse rotative Lemken de grande largeur avec ses rouleaux. Elle est composée de deux éléments qui se replient verticalement pour le transport.

En grandes cultures une herse rotative a une largeur comprise entre 3 et 8 m. Il existe des modèles à partir de 1,4 m destinés aux tracteurs compacts. La herse rotative peut être combinée à un autre matériel, par exemple un décompacteur ou un semoir. Pour l'attelage à un semoir standard la herse peut disposer sur son bâti d'un système d'attelage 3 points.

### Composition
- Dents ou lames en acier à haute résistance montées sur des rotors autour d'un axe vertical et animées par une prise de force ; Les dents standard amovibles mesurent entre 30 et 33 cm de hauteur ;
- les rotors (plateaux tournants) sont entraînés généralement par la prise de force au régime 1000tr/min souvent munie d'un limiteur d'effort-absorbeur de choc ; selon la réduction du boitier de transmission, les rotors ont une vitesse généralement comprise entre 70 et 250 tr/min ;
- le nombre de rotors par mètre de travail est un critère de choix important ; les machines à 3 rotors par mètre sont plus difficiles à entrainer que les machines à 4 rotors par mètre ; en revanche, elles forment moins de terre fine, ce qui peut être un critère important en sol battant ;
- les volets latéraux (joues) permettent de canaliser la terre aux extrémités droite et gauche de la herse ;
- un rouleau (de type Cultipacker, crosskill, rouleau pneu...) qui rappuie le sol et contrôle la profondeur de travail de 5 à 10 cm ;
- une barre niveleuse qui sert à niveler le sol une fois que les mottes sont passées dans les rotors[1].
- éventuellement des traceurs de passage.

## Utilisation

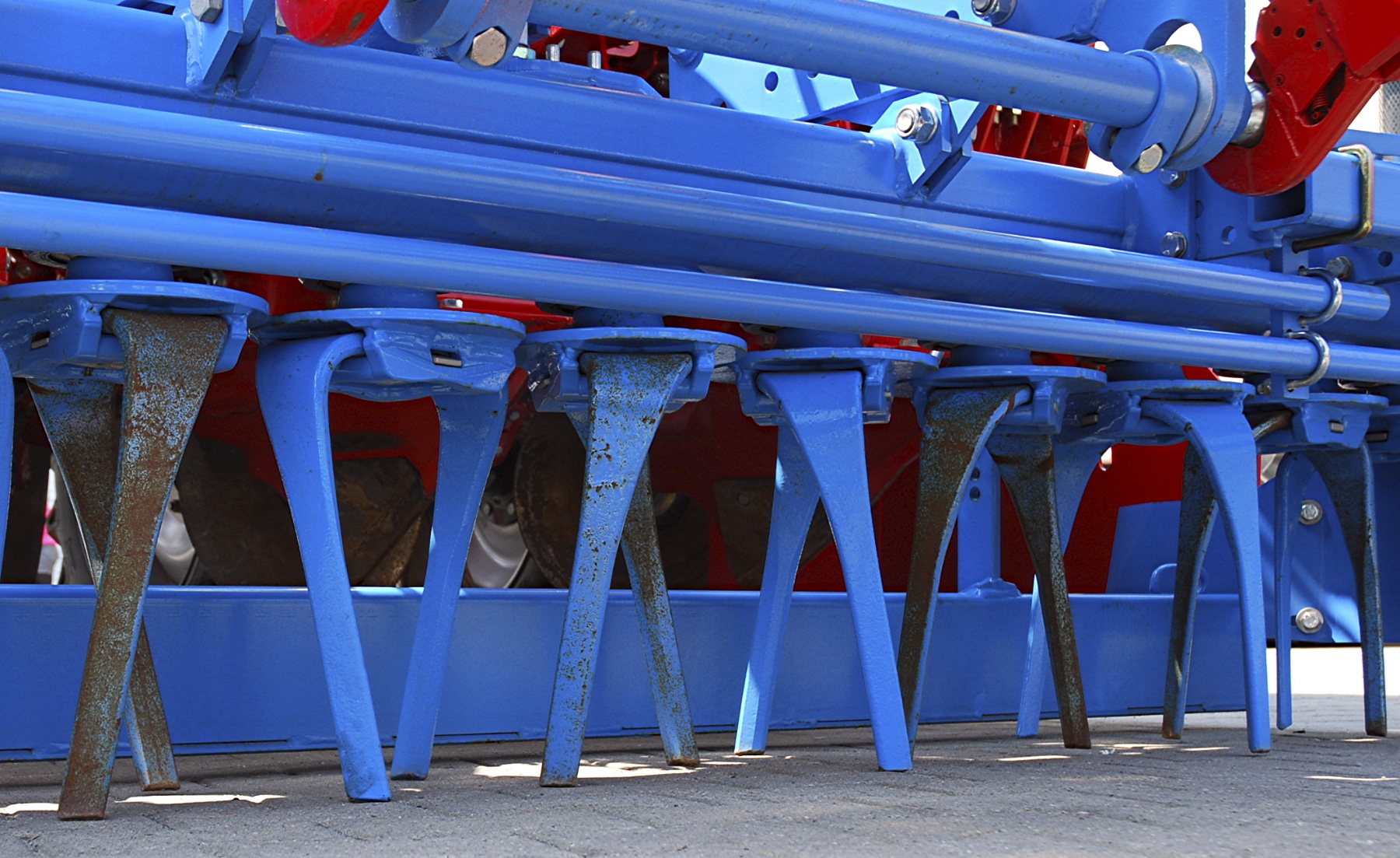
Détails d'une herse rotative : plateaux rotatifs avec leurs dents remplaçables, barre niveleuse.

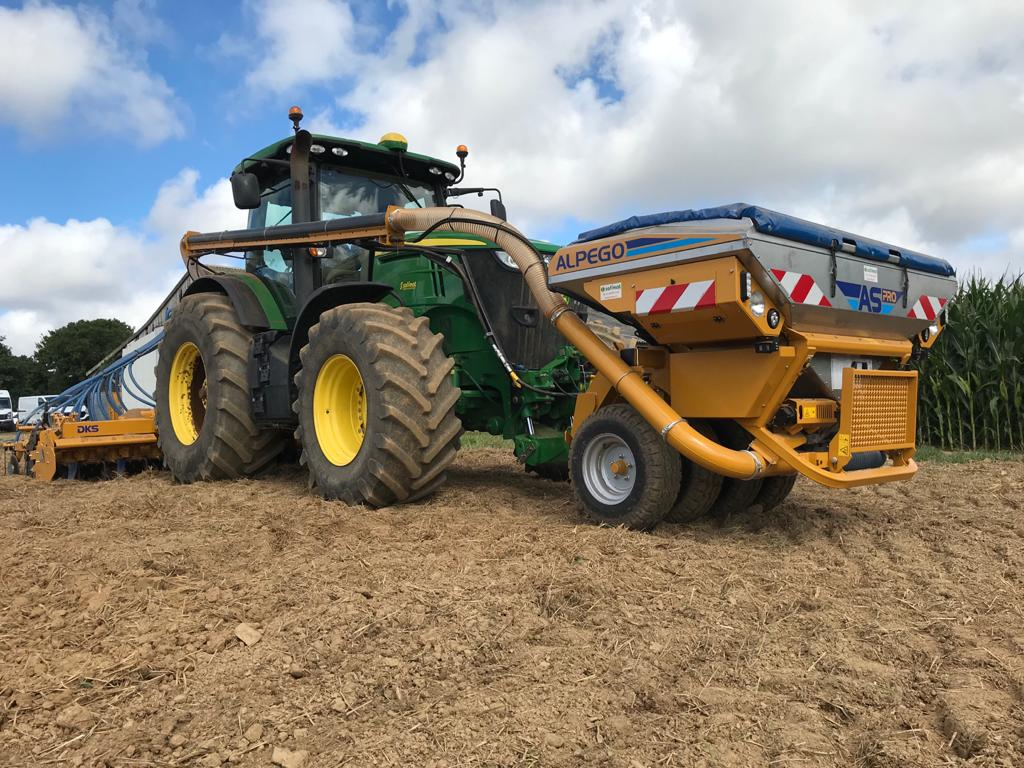
Combiné de semis : tracteur avec une herse rotative et un semoir pneumatique à l'arrière, tasse-avant et trémie du semoir à l'avant (au premier plan).

Son utilité principale est la préparation du lit de semence en brisant les mottes de façon qu'elles deviennent plus fines. Elle peut travailler jusqu'à 15 cm de profondeur.
La herse rotative est plus utilisée dans les exploitations en système labour qu'en travail du sol simplifié. Sa polyvalence en fait une des machines de préparation de sol pour le semis les plus utilisées dans les exploitations françaises.
Elle est utilisée en solo ou associée à un semoir en ligne ou un semoir de précision.

## Sécurité
Il faut faire attention au happement par les pièces en mouvement de la herse pendant le travail. Il ne faut jamais intervenir sur la machine si les organes de travail sont en mouvement. L'arrêt complet de la prise de force est donc impératif avant toute intervention sur la herse.

## Entretien
Les dents et les décroteurs du rouleau doivent être changés lorsqu'ils sont usés.
La herse rotative doit être graissée tous les jours avant chaque utilisation.
Une vidange du boîtier doit être effectuée chaque année en fin de saison.

## Intérêt de l'utilisation d'une herse rotative
- Briser les mottes après un labour,
- préparer le lit de semence,
- bien mélanger la terre et les matières organiques,
- permettre une bonne germination[1].

## Inconvénients de l'utilisation d'une herse rotative
- Débit de chantier faible (vitesse avancement 3 à 7 km/h),
- consommation de fioul pouvant se révéler excessive dans certaines conditions de travail,
- utilisation limitée en cas de terres rocheuses[1].

## Prix approximatifs selon le constructeur et les options
- 3m = 20 000 €
- 4m = 30 000 €
- 6m = 55 000 €